# ザ・ヒーナキャットのやってきましたO-WEST2017 LIVE DVD
『ザ・ヒーナキャットのやってきましたO-WEST2017 LIVE DVD!!!』は、ザ・ヒーナキャットのライブ・ビデオである。

## 概要
2017年1月22日に渋谷TSUTAYA O-WESTにて開催されたライブイベント『ザ･ヒーナキャットのやってきましたO-WEST2017』の映像を収録。ザ・ヒーナキャット初のライブDVDである。
「ひな」離脱後のライブのため、「Chi-」によるベース・コーラスのサポートを受け収録されたが、この日の翌日2017年1月23日に「Chi-」は「ちの」としてザ･ヒーナキャットの正式メンバーとして参入することになった。

## 収録曲
1. 夢中毒
2. 飾りキラリ恋模様
3. ちょこちょこっとちょこちょーだい
4. ラッタッタ
5. ツヨガリーナ
6. 知らない知らない...知るよしもない
7. 片思いのエンキョリレンアイ
8. シャテキオトメ
9. ヒーナ行進曲
10. すごろく
11. いつもそう
12. ばら
13. 甘えさせて(キーボード弾き語り)
ex1.ベースソロ(Chi-) 　ex2.ギターソロ(ひーちゃん) 　ex3.キーボードソロ(ひーちゃん)
14. ナツコイハマルヤ
15. 行かせない
16. ぐるぐる
17. あの日カラ
18. 恋がしたい
19. 紫黒蝶

## 演奏者
- なかじー - Drums
- イノチン - Drums
- Chi- - Bass　Chorus
- ひーちゃん - Vocal　Keybord　 Guitar